# 横浜美術短期大学
横浜美術短期大学（よこはまびじゅつたんきだいがく、英語: Yokohama College of Art and Design）は、神奈川県横浜市青葉区鴨志田町1204に本部を置いていた日本の私立大学である。1966年に設置され、2012年に廃止された。

## 概観

### 大学全体
- 神奈川県横浜市青葉区に所在した日本の私立短期大学で、設置主体は学校法人トキワ松学園 [2]。
- 三角錫子により東京都渋谷区に創設された常磐松女学校を源流としており、「女性の円満な人格と情操教育を一貫させるという理想の実現」をねらいとして1966年にトキワ松学園女子短期大学としてオープンした[注 2]。
- 1995年には短期大学の名称を変更し、トキワ松学園横浜美術短期大学とし、美術・デザイン・造形文化の3専攻を設置する。短期大学の名称を変更するもまだこの時点では、共学化されておらず、まだ女子短期大学のままであった。
- 2001年には、学校法人名にもなっている「トキワ松学園」の冠名をとり、シンプルに横浜美術短期大学とし、男子学生の受け入れを開始。3つあった専攻課程が2に減少。
- さらに2004年度入学生より専攻課程別の学生募集をとりやめ、オープン当初とほぼ同じように専攻課程なしの1学科複数コース制とする。
- 2009年度の入学生を最後に[注釈 2]、短期大学としての使命を終える[注釈 3]。

### 建学の精神（校訓・理念・学是）
- 「豊かな人間性の培養」が建学の精神となっていた[3]。

### 教育および研究
- 最終的には「絵画」・「映像メディアデザイン」・「空間プロデュースデザイン」をはじめ複数のコースのみとなっていたが、かつては美術、デザイン、造形文化専攻の3専攻からなっていた。ちなみに造形文化専攻とは、美術史の研究をもとに作品を観る目を養い、造形活動に携われる豊かな教養の涵養がねらいとされていた[6]。すなわち、美術・デザインの各専攻とは異なり、実技ではなく理論や教養に重点をおいた課程であり、実技科目は選択式となっていた[注 3]。
- ちなみに、男女共学化した2001年度より造形文化専攻の募集がストップし、それの廃止により本科における美学美術史課程はなくなったものの、専攻科に美学美術史コースは残っていた。

### 学風および特色
- もともとは、女子を対象としていたこともあり、その踏襲からか3度目の短期大学名の変更がなされるまで、実質上の女子短期大学であった。

## 沿革
- 1916年
  - 東京都渋谷区常磐松町において常磐松女学校が開校する[8]。
- 1966年
  - 1月25日 左記を以て文部省[注 4]より短期大学の設置が認可される[9]。
  - 4月1日 トキワ松学園女子短期大学として以下の学科体制にて開学する[10]。
    - 造形美術科 入学定員150名[11]

  - 5月1日 学生数[12]/定員
    - 造形美術科 117[注釈 4]/150
- 1968年
  - 4月1日 写真・工芸コースをおく[13]。
- 1979年
  - 4月1日 ベーシックアートコースを置く[13]。
- 1983年
  - 4月1日商業デザインコースをグラフィックデザインコースに呼称変更する[13]。
- 1987年
  - 4月1日 別科に以下の専修課程を置く[14]。
    - デザイン専修 入学定員40名
- 1988年
  - 4月1日 造形美術科の入学定員を150[15]→250[16]に増員[注 5]。
  - 5月1日 学生数[19]/定員
    - 造形美術科 560[注釈 4]/400
- 1989年
  - 4月1日 美学美術史コースをリベラルアートコースに改組[注 6]。
- 1992年
  - 4月1日 ライフデザインコースを置く[13]。造形美術科の入学定員を250[20]→400[21]に増員[注 7]。
  - 5月1日 学生数[注 8]/定員
    - 造形美術科 813[注釈 4]/650
- 1993年
  - 5月1日 学生数[25]/定員
    - 造形美術科 880[注釈 4]/800
- 1995年
  - 4月1日 トキワ松学園横浜美術短期大学（ときわまつがくえんよこはまびじゅつたんきだいがく）と改称。造形美術科を以下の3専攻に分離[注 9]。
    - 美術専攻

  - デザイン専攻
  - 造形文化専攻
  - 5月1日 学生数[31]/定員
    - 造形美術科 844[注釈 4]/800
- 1996年
  - 4月1日 専攻科造形芸術専攻を設置[注 10]。
- 1999年
  - 5月1日 学生数[33]/定員
    - 造形美術科 718[注釈 4]/800
- 2000年
  - 4月1日 造形美術科造形文化専攻の学生募集を最終とする[注 11]。
- 2001年
  - 4月1日 横浜美術短期大学と改称。共学となる[34]。
- 2002年
  - この年度をもって造形美術科造形文化専攻を廃止とする[35]。
- 2003年
  - 4月1日 この年度で以下、以下専攻毎の学生募集を最終とする[注 12]
    - 美術専攻
    - デザイン専攻
- 2004年
  - 4月1日 造形美術科の入学定員を300に減員[36]。
  - 同 専攻科造形美術専攻の入学定員を45→60に増員[37]。
- 2006年
  - 3月31日 左記をもって以下の専攻課程が正式に廃止となる[38]。
    - 美術専攻
    - デザイン専攻
- 2009年
  - 4月1日 この年度で学生募集を最終とする[注釈 2]。
- 2012年
  - 7月18日 左記をもって正式に廃止となる[注釈 3]。

## 基礎データ

### 所在地
- 神奈川県横浜市青葉区鴨志田町1204[注釈 1]。

### 象徴
- カレッジマークについて、オリジナルデザインは右記資料より[3]
- 初代マスコットキャラクターは「ハマビィ」と呼ばれ、学生によりデザインされた。

## 教育および研究

### 組織

#### 学科
- 造形美術科 入学定員300名[注釈 5]
  - 美術専攻 入学定員160名[注釈 6]
  - デザイン専攻 入学定員160名[注釈 6]
  - 造形文化専攻 入学定員65名[注 13]

#### 専攻科
- 造形美術専攻 入学定員60名[注釈 7]

#### 別科
- デザイン専修 入学定員40名[14]

##### 取得資格について
教職課程
- 中学校教諭二種免許状（美術）が設置されていた[13]。さらに、専攻科では所定の単位を履修しかつ修了時に大学評価・学位授与機構の審査合格により一種免許状を得ることもできた[13]。

資格
- 学芸員補。なお、専攻科で所定の単位を履修しかつ修了時に大学評価・学位授与機構の審査合格により学芸員資格が得られた[13]。

#### 附属機関
- 1995年に生涯学習センターが設置された[13]。

### 研究
- 『トキワ松学園女子短期大学研究紀要』[42]
- 『トキワ松学園横浜美術短期大学紀要』[43]
- 『横浜美術短期大学教育・研究紀要』[44]

## 学生生活

### 部活動・クラブ活動・サークル活動
- テニス、 スキー、 バスケットボール、 華道、 七宝、 軽音楽、 漫画研究、 英会話、 イベント、 ファッション小冊子作製、 写真などの同好会があった[13]

### 学園祭
- 「アートフェスティバル」と称した学園祭が、おおむね10月下旬に催された[13]

## 大学関係者と組織

### 大学関係者一覧

#### 歴代学長
- 田中一松：1967年[13]
- 柳亮：1968年[13]
- 西川杏太郎：1998年[13]。神奈川県立歴史博物館館長。
- 春山文典：最終学長。

#### 出身者
- 伊藤つかさ - 女優
- 奥原しんこ - イラストレーター。画家。TIS会員。
- 山田ミネコ - 漫画家
- 大西すみこ -  イラストレーター

## 施設

### キャンパス
- 1985年-1号館完成。
- 1986年-2号館完成。
- 1989年-3号館完成。
- 1993年-4号館完成。
- 1997年-5号館完成。

### 寮
- 特に設置されておらず。

## 対外関係

### 系列校
- トキワ松学園小学校
- トキワ松学園中学校・高等学校